# Bujaru
Bujaru is een gemeente in de Braziliaanse deelstaat Pará. De gemeente telt 24.383 inwoners (schatting 2022).

## Aangrenzende gemeenten
De gemeente grenst aan Acará, Benevides, Concórdia, Inhangapi, Santa Isabel, São Domingos en São Miguel.